# Pauesia japonica
Pauesia japonica är en stekelart som först beskrevs av William Harris Ashmead 1906.  Pauesia japonica ingår i släktet Pauesia och familjen bracksteklar. Inga underarter finns listade i Catalogue of Life.